# César Navas
César González Navas (* 14. Februar 1980 in Móstoles) ist ein spanischer ehemaliger Fußballspieler.

## Spielerkarriere
Navas startete seine Karriere 1999 bei dem B-Team vom spanischen Rekordmeister Real Madrid. Dort spielte er bis 2003 vier Jahre lang in der Segunda División B. In dieser Zeit spielte er nie für die A-Mannschaft. Im Sommer 2003 wechselte er zum B-Team des FC Málaga, das zu diesem Zeitpunkt in der Segunda División spielte. Während der Saison 2004/05 bekam er die Chance, sich für das Erstliga-Team der Andalusier zu empfehlen und diese Möglichkeit nutzte er. In den folgenden 18 Monaten war er durchgehend Stammspieler in der Verteidigung. Nach Málagas Abstieg in die zweite Liga wurde Navas zur Rückrunde der Saison 2006/07 an den Erstliga-Aufsteiger Gimnàstic de Tarragona ausgeliehen. Am Saisonende stieg seine Mannschaft jedoch erneut in die zweite Liga ab. Navas verblieb jedoch in der ersten Liga, da er ein Angebot von Racing Santander annahm. Nach einer enttäuschenden Hinrunde mit nur einem Ligaeinsatz 2007 gelang es ihm in der Rückrunde einen Stammplatz in der Anfangself zu erreichen. Im März 2009 wechselte Navas für zwei Millionen Euro zu Rubin Kasan und gewann gleich in seiner ersten Saison die russische Meisterschaft. Acht der nächsten zehn Spielzeiten verbrachte er in Russland bei Kasan; zwei Jahre beim Ligarivalen Rostow. Danach hörte er mit seiner aktiven Karriere auf.

## Erfolge
- Russischer Meister: 2009